# دیکان (راکت)

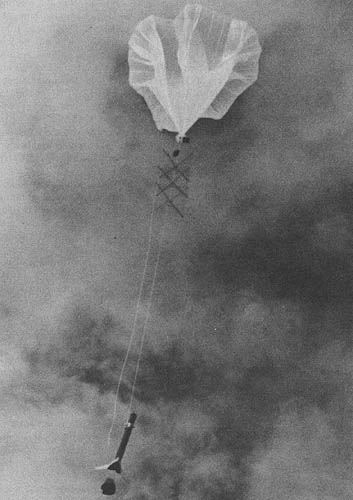
یک راکون نیروی دریایی درست پس از پرتاب کشتی. یک موشک دیکان در زیر بالون معلق است

دیکان (انگلیسی: Deacon) نام یک موشک ژرفاسنج آمریکایی است. این موشک از سال ۱۹۴۷ تا ۱۹۵۷ در مجموع ۹۰ بار از جزیرهٔ ولوپ پرتاب شد و بخش موشکی از نخستین راکت‌های راکون نیز بود که از سال ۱۹۵۲ تا ۱۹۵۶ پرتاب شدند. راکت دیکان دارای بیشتری ارتفاع پرواز برابر با ۲۰ کیلومتر و قابلیت حمل بار برابر با ۱۷ کیلوگرم است. رانش برخاست دیکان برابر با ۲۷ کیلونیوتن (۶٬۱۰۰ پوند-نیرو)، وزن برخاست آن ۹۳ کیلوگرم (۲۰۵ پوند)، قطر آن ۰٫۱۶ متر (۶٫۳ اینچ) و طول آن ۳٫۲۸ متر (۱۰٫۸ فوت) است.

## تریپل دیکان
تریپل دیکان یک عضو تک‌مرحله‌ای از خانوادهٔ راکت‌های دیکان بود که از سه موتور بوستر دیکان استفاده می‌کرد. در سال‌های ۱۹۵۳ تا ۱۹۵۴ در مجموع سه پرتاب از این موشک از تأسیسات پروازی ولوپس ناسا انجام شد.